# خوان باريرا
حزقيال باريرا (بالإسبانية: Juan Barrera) هو لاعب كرة قدم نيكاراغوي، ولد في 2 مايو 1989 في أكوتال ‏ في نيكاراغوا. شارك مع منتخب نيكاراغوا لكرة القدم. أما مع النوادي، فقد لعب مع نادي رايندورف آلتاخ ونادي كوميونيكيشنس.

## وصلات خارجية
- حزقيال باريرا على موقع الاتحاد الدولي (مؤرشف)  (الإنجليزية)
- حزقيال باريرا على موقع قاعدة بيانات كرة القدم.إي يو (الإنجليزية)
- حزقيال باريرا على موقع ناشيونال فوتبول تيمز (الإنجليزية)
- حزقيال باريرا على موقع Soccerway.com (الإنجليزية)
- حزقيال باريرا على موقع عالم كرة القدم.نت (الإنجليزية)